# Årjäng (plaats)
Årjäng is een plaats in de gemeente Årjäng in het zuidwesten van het landschap Värmland en de provincie Värmlands län in Zweden. De plaats heeft 3172 inwoners (2005) en een oppervlakte van 411 hectare.
Årjäng ligt 95 kilometer ten westen van Karlstad aan de noordelijke oever van het meer Västra Silen. Ook loopt de Silbodalrivier (Zweeds: Silbodalsälven) door Årjäng. De plaats ligt aan de Europese weg 18 op twintig kilometer afstand van de Noorse grens. In de plaats staat sinds februari 2007 een reuzegroot standbeeld van een trol.
In de plaats staan fabrieken, die mobiele telefoons en auto's produceren.

## Verkeer en vervoer
Bij de plaats lopen de E18, Länsväg 172 en Länsväg 177.

## Geboren
- Per-Gunnar Andersson (10 maart 1980), rallyrijder